# Melsterbeek
Melsterbeek är ett vattendrag i Belgien.   Det ligger i regionen Flandern, i den centrala delen av landet, 60 km öster om huvudstaden Bryssel.
Omgivningarna runt Melsterbeek är en mosaik av jordbruksmark och naturlig växtlighet. Runt Melsterbeek är det ganska tätbefolkat, med 248 invånare per kvadratkilometer.